# Emilia Gómez Muñoz
Emilia Gómez Muñoz (Casinos, Valencia, 1929) fue una raquetista profesional española que estuvo activa durante 36 años. Conocida por el apodo Emi la Raquetista fue una de las primeras mujeres que practicaran el deporte de forma profesional, jugando a la pelota en frontones de toda España y de América entre los años 1917 y 1980.

## Biografía
Emilia Gómez nació en la localidad valenciana de Casinos en 1929 pero, con 13 años, se transladó con su familia a la capital de Valencia. El frontón de esta ciudad fue inaugurado cuando Emilia era una niña y le llevaba su padre. Emilia quiso jugar desde entonces, pero en ese momento, el ministro y delegado nacional de deportes Moscardo, durante la dictadura franquista, dijo que no era apropiado que las mujeres jugaran porque era violento, le parecía, además, poco femenino y causa de esterilidad. Las quejas del sector lograron que se suavizaran las medidas del político militar, aunque prohibió conceder nuevas licencias y la apertura de más frontones. También ordenó que las blusas femeninas tuvieran mangas y se alargaran las faldas hasta el tobillo, lo que dificultaba los movimientos. Las faldas volvieron a la rodilla en los años 50 y, a partir de este momento, se fueron acortando poco a poco.
En este ambiente, le resultaba difícil ser raquestista a Emilia Gómez, pero no se rindió. Como era muy pequeña empezó como titas (recogepelotas), las cogía detrás de la red, pero pronto empezó a entrenar; tuvo que cortar un poco el mango de la raqueta, ya que, de lo contrario, golpeaba el suelo. Pese a las barreras debutó en 1944 a la edad de 14 años en Valencia. Más tarde, jugó en Barcelona, y en frontones de Madrid, Sevilla, Valencia, País Vasco, México y Cuba. Se despidió de la raqueta en 1980.

## Homenajes
- El 8 de marzo de 2018 recibió el Premio Carmen Adarraga del Diputación Foral de Guipúzcoa en Orona.[6]
- El 9 de octubre de 2018 recibió la Medalla de la Generalitat al Mérito Deportivo por ser pionera en el juego de pelota femenino.[7][8][9]
- En junio de 2019 recibió un homenaje y una placa de la Federación de Frontenis y Pelota de la Comunidad Valenciana.[10]